# 山崎吉延
山崎 吉延（やまさき よしのぶ）は、戦国時代の武将。越前朝倉氏第11代当主朝倉義景家臣。

## 経歴・人物
山崎長吉の次男。天正元年（1573年）8月、一乗谷城の戦いにて朝倉義景に従い、兄と共に殿を務めるが、織田信長勢の追撃を受け討死した。